# Best Album 白盤
『Best Album 白盤』（ベストアルバムしろばん）は、Plastic Treeの通算4枚目のベスト・アルバム。2005年10月26日発売。発売元はSickroom Records。

## 概要
Plastic Treeの第二期時代のベスト・アルバム。『Best Album 黒盤』と同時発売。『白盤』は『黒盤』に対し、独特の文学的な詞を楽しめるバラードを中心とした楽曲が収録されている。

## 収録曲
1. 水色ガールフレンド
  - 作詞・作曲：有村竜太朗
  - 14thシングル。
  - シングルバージョンではアルバム初収録。
2. ベランダ.
  - 作詞：有村竜太朗、作曲：長谷川正
  - 7thシングル『スライド.』カップリング曲。
  - アルバム初収録。
3. 「雪蛍」
  - 作詞・作曲：有村竜太朗
  - 15thシングル。
  - 広島RCC中国放送『COOL Syndicate』2004年1月度エンディングテーマ。
4. ぬけがら[2]
  - 作詞・作曲：有村竜太朗
  - 3rdシングル『絶望の丘』カップリング曲。
5. もしもピアノが弾けたなら
  - 作詞：阿久悠、作曲：坂田晃一
  - 13thシングル。
6. イロゴト
  - 作詞・作曲：有村竜太朗
  - 5thオリジナルアルバム『シロクロニクル』収録曲。
7. 最終電車
  - 作詞・作曲：有村竜太朗
  - 5thオリジナルアルバム『シロクロニクル』収録曲。
8. 蒼い鳥
  - 作詞・作曲：有村竜太朗
  - 11thシングル。
9. ギチギチ
  - 作詞：有村竜太朗、作曲：長谷川正
  - 10thシングル『散リユク僕ラ』カップリング曲。
  - アルバム初収録。
10. 春咲センチメンタル
  - 作詞・作曲：有村竜太朗
  - 16thシングル。
  - テレビ埼玉『HOT WAVE』2004年4月度エンディングテーマ。
11. 空白の日
  - 作詞・作曲：有村竜太朗
  - 3rdオリジナルアルバム『Parade』収録曲。
12. 祈り (原曲：Turn! Turn! Turn!)
  - 日本語詞：有村竜太朗、作曲：Pete Seeger
  - 4thシングル『トレモロ』カップリング曲。
  - アルバム初収録。
13. ツメタイヒカリ
  - 作詞：有村竜太朗、作曲：長谷川正
  - 6thシングル。